# Карл Густафссон
Карл Густафссон (швед. Karl Gustafsson, 16 вересня 1888, Чепінг — 20 лютого 1960, Чепінг) — шведський футболіст, що грав на позиції нападника, зокрема за «Юргорден» та національну збірну Швеції. Учасник футбольних турнірів на чотирьох Олімпійських іграх.

## Клубна кар'єра
Починав грати у футбол в командах з рідного Чепінга. Протягом значної частини 1913 року перебував на переглядах в англійському «Лестер Сіті», утім врешті-решт повернувся на батьківщину.
1916 року приєднався до «Юргордена», за який відіграв решту ігрової кар'єри, яку завершив у 1924 році.

## Виступи за збірну
1908 року дебютував в офіційних матчах у складі національної збірної Швеції.
У складі збірної був учасником футбольних турнірів на чотирьох Олімпійських іграх: 1908 року в Лондоні, 1912 року в Стокгольмі, 1920 року в Антверпені та 1924 року в Парижі. На перших трьох змаганнях був гравцем основного сладу, а на останньому, на якому шведи здобули бронзові нагороди, залишався запасним.
Загалом на момент завершення кар'єри у збірній 1924 року провів у її формі 32 матчі, забивши 22 голи, і був найкращим бомбардиром національної команди. Примітно, що більшу частину своїх голів за збірну (14) забив у товариських матчах з Норвегією, проти якої устиг зіграти десять разів.
| Дата       | Місто      | Господарі       | Результат | Гості      | Турнір                       | Голи | Примітки                                  |
| ---------- | ---------- | --------------- | --------- | ---------- | ---------------------------- | ---- | ----------------------------------------- |
| 12-7-1908  | Гетеборг   | Швеція          | 11 – 3    | Норвегія   | товариський матч             | 2    |                                           |
| 8-9-1908   | Гетеборг   | Швеція          | 1 – 6     | Англія     | товариський матч             | -    | Англія була представлена збірною аматорів |
| 20-10-1908 | Лондон     | Велика Британія | 12 – 1    | Швеція     | ОІ 1908 - чвертьфінал        | -    |                                           |
| 23-10-1908 | Лондон     | Нідерланди      | 2 – 0     | Швеція     | ОІ 1908 - матч за 3-тє місце | -    |                                           |
| 25-10-1908 | Гаага      | Нідерланди      | 5 – 3     | Швеція     | товариський матч             | 2    |                                           |
| 26-10-1908 | Брюссель   | Бельгія         | 2 – 1     | Швеція     | товариський матч             | 1    |                                           |
| 11-9-1910  | Осло       | Норвегія        | 0 – 4     | Швеція     | товариський матч             | 2    |                                           |
| 18-6-1911  | Стокгольм  | Швеція          | 2 – 4     | Німеччина  | товариський матч             | 2    |                                           |
| 16-6-1912  | Осло       | Норвегія        | 1 – 2     | Швеція     | товариський матч             | -    |                                           |
| 20-6-1912  | Гетеборг   | Швеція          | 2 – 2     | Угорщина   | товариський матч             | -    |                                           |
| 29-6-1912  | Стокгольм  | Швеція          | 3 – 4     | Нідерланди | ОІ 1912 - кваліфікація       | -    |                                           |
| 1-7-1912   | Стокгольм  | Швеція          | 0 – 1     | Італія     | ОІ 1912 - втішний турнір     | -    |                                           |
| 3-11-1912  | Гетеборг   | Швеція          | 4 – 2     | Норвегія   | товариський матч             | -    |                                           |
| 4-5-1913   | Москва     | Росія           | 1 – 4     | Швеція     | товариський матч             | 1    |                                           |
| 18-5-1913  | Будапешт   | Угорщина        | 2 – 0     | Швеція     | товариський матч             | -    |                                           |
| 25-5-1913  | Копенгаген | Данія           | 8 – 0     | Швеція     | товариський матч             | -    |                                           |
| 8-6-1913   | Стокгольм  | Швеція          | 9 – 0     | Норвегія   | товариський матч             | 5    |                                           |
| 5-10-1913  | Стокгольм  | Швеція          | 0 – 10    | Данія      | товариський матч             | -    |                                           |
| 24-5-1914  | Стокгольм  | Швеція          | 4 – 3     | Фінляндія  | товариський матч             | -    |                                           |
| 5-7-1914   | Стокгольм  | Швеція          | 2 – 2     | Росія      | товариський матч             | -    |                                           |
| 2-7-1916   | Стокгольм  | Швеція          | 6 – 0     | Норвегія   | товариський матч             | 3    |                                           |
| 20-8-1916  | Стокгольм  | Швеція          | 2 – 3     | США        | товариський матч             | -    |                                           |
| 8-10-1916  | Стокгольм  | Швеція          | 4 – 0     | Данія      | товариський матч             | 1    |                                           |
| 16-9-1917  | Осло       | Норвегія        | 0 – 2     | Швеція     | товариський матч             | 1    |                                           |
| 14-10-1917 | Стокгольм  | Швеція          | 1 – 2     | Данія      | товариський матч             | 1    |                                           |
| 26-5-1918  | Стокгольм  | Швеція          | 2 – 0     | Норвегія   | товариський матч             | 1    |                                           |
| 29-6-1919  | Осло       | Норвегія        | 4 – 3     | Швеція     | товариський матч             | -    |                                           |
| 27-6-1920  | Осло       | Норвегія        | 0 – 3     | Швеція     | товариський матч             | -    |                                           |
| 28-8-1920  | Антверпен  | Швеція          | 9 – 0     | Греція     | ОІ 1920 - кваліфікація       | -    |                                           |
| 29-8-1920  | Антверпен  | Нідерланди      | 5 – 4     | Швеція     | ОІ 1920 - чвертьфінал        | -    |                                           |
| 1-9-1920   | Антверпен  | Іспанія         | 2 – 1     | Швеція     | ОІ 1920 - турнір за медалі   | -    |                                           |
| 25-7-1924  | Стокгольм  | Швеція          | 5 – 2     | Естонія    | товариський матч             | -    |                                           |
| Усього     |            | Матчів          | 32        |            | Голів                        | 22   |                                           |